# Vladimír Schovánek
Vladimír Schovánek (* 1. února 1955) je český politik, bývalý senátor za obvod č. 56 – Břeclav, místostarosta města Pohořelice a člen US-DEU.

## Politická kariéra
V letech 1990–2002 vykonával funkci starosty města Pohořelice, kde byl do roku 2010 místostarostou.
Ve volbách 2000 se stal členem horní komory českého parlamentu, když v obou kolech porazil komunistku Martu Struškovou. V senátu se angažoval ve Výboru pro územní rozvoj, veřejnou správu a životní prostředí, ve kterém v letech 2002–2004 působil jako místopředseda. Mezi lety 2004–2006 zasedal ve Výboru pro hospodářství, zemědělství a dopravu a zastával post místopředsedy Mandátového a imunitního výboru. Ve volbách 2006 svůj mandát obhajoval, když kandidoval za volební stranu Volba pro lidi, což bylo spojení US-DEU a strany Moravané.
V roce 2006 kandidoval do poslanecké sněmovny v Jihomoravském kraji za US-DEU.